# Typ FII (Straßenbahn Timișoara)
Als Typ FII wurde eine Serie von 19 zweiachsigen Triebwagen der Straßenbahn Timișoara in Rumänien bezeichnet. Die normalspurigen Zweirichtungswagen entstanden in den Jahren 1927 bis 1943 im Eigenbau des örtlichen Verkehrsbetriebs Tramvaiele Comunale Timișoara (T.C.T.), der ab 1938 unter Întreprinderea Electromecanică Timişoara (I.E.T.) firmierte, und waren bis 1988 im Einsatz. Sie waren die letzten für Timișoara hergestellten Fahrzeuge mit Holzaufbau. In Folge der 1964 erfolgten Systematisierung der Typenbezeichnungen wurden sie auch als T.3 bezeichnet. Zusätzlich zu den 19 Wagen in Timișoara existierten zwei weitere baugleiche Fahrzeuge bei der meterspurigen Straßenbahn Arad, die aber keine Typenbezeichnung hatten.

## Beschreibung
Die Wagen des Typs FII waren 9220 Millimeter (Wagenkasten) beziehungsweise 10.020 Millimeter (Länge über Kupplung) lang und 2200 Millimeter breit, ihr Achsabstand betrug 3200 Millimeter. Sie wogen 8700 Kilogramm und boten 52 Fahrgästen Platz, diesen standen neben 24 Sitzplätzen auf den beiden Längssitzbänken – die später durch Einzelsitze ersetzt wurden – 28 Stehplätze zur Verfügung. Die Einstiegsbühnen waren offen ausgeführt und mit klappbaren Metallgittern gesichert, optisch ähnelten die neuen Triebwagen dabei stark der Vorgängerbaureihe Typ F (Baujahre 1925–1927) beziehungsweise den etwas jüngeren Beiwagen des Typs CII (Baujahre 1928–1929). Anders als die vierfenstrigen F- und CII-Wagen, hatte die größere Fahrgastkabine der FII jedoch fünf Seitenfenster.

## Geschichte

### Indienststellung
Die ersten 15 FII-Wagen, die eine elektrische Ausrüstung der Compagnie Française Thomson-Houston aus Paris besaßen, wurden wie folgt produziert – die Nummerierung erfolgte im Anschluss an die sechs Wagen 101–106 des Typs F:
| 1927: | Wagen 107, 108 und 109 |
| 1928: | Wagen 110, 111 und 112 |
| 1929: | Wagen 113, 114 und 115 |
| 1930: | Wagen 116, 117 und 118 |
| 1931: | Wagen 119, 120 und 121 |

Die FII-Wagen kamen anfangs nur auf der Hauptlinie 1 zum Einsatz, wo sie meist einem Beiwagen der Typen A, AII, C oder CII vorgespannt waren.

### Umbau zu Zwillingstriebwagen
Im Januar 1931 bildete die T.C.T. schließlich aus den beiden Wagen 107 und 108 einen festgekuppelten Zwillingstriebwagen nach Budapester Vorbild. Zusammen mit dem Zug 82–83 des neuen Typs Fa, der am 19. Januar 1931 aus zwei – zeitgleich motorisierten – CII-Beiwagen entstand, gehörte er zu den ersten beiden Zwillingszügen in Timișoara. Sie begründeten eine Tradition, in deren Folge bis 1969 zusammen 29 solcher Gespanne entstanden. Mit ihnen entfiel insbesondere das Rangieren der Beiwagen an den Endstellen. Nachdem die ersten beiden Gemene – rumänisch für Zwillinge – sich bewährten, entstanden bis 1935 sechs weitere FII-Doppel. Nur Wagen 113 blieb mangels adäquatem Partner als einziger solo:
- 109–110 am 29. März 1931
- 111–112 am 15. Februar 1932
- 114–115 am 6. Juni 1932
- 116–117 am 25. März 1935
- 118–119 am 28. März 1935
- 120–121 am 23. August 1935

Gleichzeitig wurden die Lyrastromabnehmer durch Scherenstromabnehmer ersetzt, somit konnte an den Endstellen auch das Umsetzen des Bügels entfallen. Dabei verlor jeweils der Wagen mit der höheren Nummer seinen Stromabnehmer und wurde fortan mittels Starkstromkabel versorgt. Ausgenommen die Züge 111–112 und 114–115, bei diesen war der Stromabnehmer zunächst auf dem Wagen mit der jeweils höheren Nummer montiert, wurde im Laufe der Jahre aber umgesetzt. Außerdem erhielten die Gespanne je zwei neue Fahrschalter von den Siemens-Schuckertwerken aus Deutschland. Diese Kontroller verfügten über neun Fahr- sowie sieben Bremsstufen und sollten ein möglichst gleichmäßiges Beschleunigen und Abbremsen ermöglichen. Im Gegensatz dazu wiesen die – zusammen vier – zuvor eingebauten Fahrschalter der Einzelwagen nur sieben Fahr- und sechs Bremsstufen auf. In diesem Zusammenhang wurde das ferner das Bremssystem der FII-Wagen auf magnetisch arbeitende Solenoidbremsen umgestellt. Ausgleichend entfiel bei allen vierzehn entsprechend adaptierten Wagen die nicht mehr benötigte elektrische Kupplung für den Anhängerbetrieb. Eine weitere Neuerung betraf das Abfahrtssignal an den Haltestellen. Während bei den klassischen Zweiwagenzügen der Schaffner des Beiwagens die Abfahrbereitschaft per Pfeifsignal an den Schaffner des Triebwagens übertrug und dieser es per Klingelleine an den Fahrer weiterleitete, kam bei den Zwillingstriebwagen ein optisches System zum Einsatz. Hierbei musste der Schaffner im geführten Wagen zu Beginn des Fahrgastwechsels eine Schaltstange betätigen, woraufhin im Führerstand des führenden Wagens ein Lichtsignal aufleuchtete. Erst wenn dieses durch erneute Bedienung der Stange wieder erlosch, durfte der Zug abfahren. 1950 übernahm schließlich der Fahrer selbst die Überwachung des Fahrgastwechsels, wozu die Fahrzeuge nachträglich Rückspiegel erhielten. Die Doppeltriebwagen kamen außer auf der Linie 1 auch auf der Linie 7 zum Einsatz, die 1936 in Linie 2 umbenannt wurde.

### Erste Umbauten
In den Jahren 1937 bis 1940 wurden die offenen Bühnen der FII-Wagen durch zweiteilige pneumatische Falttüren verschlossen sowie Klapptrittstufen montiert, im Gegenzug entfielen die außen angebrachten Haltegriffe. Voraussetzung dafür war die Nachrüstung mit Kompressoren zur Bedienung der neuen Türen. Die hölzernen Klapptüren öffneten nach außen, sie waren zunächst nicht lackiert, sondern naturbelassen. Erst in der ersten Hälfte der 1960er Jahre wurden sie an die damals üblichen Wagenfarben rot-weiß angepasst. Lediglich Zug 109–110 blieb von diesem Umbau ausgenommen und behielt seine offenen Plattformen bei. Außerdem erhielten die FII-Wagen damals Einzelsitze mit 1+1-Bestuhlung statt der zuvor eingebauten Längssitzbänke. Hierbei saßen sich zunächst jeweils zwei Personen gegenüber. In späteren Jahren saßen die Fahrgäste dann in jeweils einem Wagen alle in Fahrtrichtung, während im anderen Teil des Doppeltriebwagens alle Sitze gegen die Fahrtrichtung angeordnet waren.

### Nachbau von vier weiteren Wagen
Nachdem in den Jahren 1932 bis 1941 keine neuen Straßenbahnen hergestellt beziehungsweise beschafft werden konnten, griff die mittlerweile in Întreprinderea Electromecanică Timişoara (I.E.T.) umbenannte Straßenbahngesellschaft während des Zweiten Weltkriegs noch einmal auf die – mittlerweile veralteten – Pläne des Typs FII zurück. Es entstanden vier weitere Wagen, sie verkehrten von Beginn an als Zwillingsgespanne:
| 1942: | Zug 122–123 |
| 1943: | Zug 124–125 |

Diese beiden Züge erhielten Motoren vom Typ BBF 40, welche aus dem damals mit Rumänien verbündeten Deutschen Reich bei der ELIN Aktiengesellschaft für elektrische Industrie aus Linz beschafft wurden. Sie waren 35,3 Kilowatt stark und liefen mit 650 Umdrehungen in der Minute. Damit existierten neben dem Einzelwagen 113 insgesamt neun FII-Gespanne.
Mit den nachproduzierten Wagen war es möglich, die Hauptlinie 3 ab 1942 fast vollständig mit Doppeltriebwagen zu betrieben, womit der Einsatz auf den Linien 1 und 2 endete. Bis zum Erscheinen der ab 1948 produzierten Vierachser des Typs Gb 2/2 waren sie dabei die modernsten Fahrzeuge der Straßenbahn Timișoara. Nachdem jedoch ab 1955 weitere Großraumwagen – die 20 V954 von Electroputere – abgeliefert wurden, verschwanden die FII 1959 von der Hauptlinie 3, die damals auf Einrichtungsbetrieb umgestellt wurde. Die FII wanderten folglich auf die weniger frequentierten Nebenlinien 4 (ab 1962: Linie 3), 8 (ab 1962: Linie 4) und 9 (ab 1962: Linie 5) ab, auf welchen in Folge des Umbaus der Typen B, C, DII und F zu moderneren Einrichtungswagen der Baureihen Pionier T.4 und T.5, T1-62 und R.1 dringend Zweirichtungswagen benötigt wurden. Später kam außerdem noch die Linie 7 als neues Einsatzgebiet hinzu, die 1962 aus der früheren Linie 5 hervorging und von 1969 bis 1974 sowie ein weiteres Mal von 1975 bis 1980 jeweils als Zweirichtungslinie betrieben wurde.
Der Einzelgänger 113 bildete ab 1966 mit dem kleineren F-Wagen 106 ebenfalls ein Zwillingsgespann und wurde hierzu in 105 umbenannt. Der originale F-Wagen 105 wurde hingegen schon 1964 in einen Timiș 1-Triebwagen umgebaut. Zusätzlich wurde diesem ungleichen Gespann bis 1970 der AII-Wagen Nummer 1 als Mittelbeiwagen eingefügt. Bereits im Frühjahr 1964 erhielten außerdem die ältesten beiden Züge 107–108 und 109–110 aus systematischen Gründen die neuen Nummern 128–129 und 126–127 zugewiesen, während fortan die bisherigen Fa-Triebwagen 82 und 83 die Nummern 107 und 108 in Zweitbesetzung trugen.

### Modernisierung
In den 1960er Jahren wurden die 19 FII-Wagen etwas modernisiert, wobei die Umbauten nicht bei allen Fahrzeugen einheitlich erfolgten:
|                                                                                   | 105  | 111-112 | 114–115 | 116–117 | 118–119 | 120–121 | 122–123 | 124–125 | 126–127 | 128–129 |
| --------------------------------------------------------------------------------- | ---- | ------- | ------- | ------- | ------- | ------- | ------- | ------- | ------- | ------- |
| Wagenschürzen:                                                                    | nein | nein    | ja      | ja      | ja      | ja      | nein    | ja      | ja      | ja      |
| abgerundete Fensterscheiben mit Aluminiumeinfassung und einteilige Frontscheiben: | nein | ja      | ja      | ja      | nein    | ja      | ja      | nein    | nein    | ja      |
| beleuchtete Zugzielanzeigen:                                                      | nein | ja      | ja      | ja      | ja      | ja      | ja      | ja      | ja      | ja      |
| pneumatische Falttüren, vierteilig:                                               | nein | nein    | ja      | ja      | nein    | nein    | nein    | nein    | nein    | nein    |

### Einsatzende
Die Umstellung der Vorstadtlinien 3 und 4 auf Einrichtungsbetrieb mit moderneren Fahrzeugen führte dazu, dass die FII-Wagen ab 1976 nur noch auf den Linien 5 und 7 zum Einsatz kamen. Nachdem im Jahr 1980 schließlich auch die Linie 7 erneut zu einer Ringlinie umgewandelt wurde, führte dies zur Ausmusterung der ersten Gespanne – hierbei handelte es sich um die Züge 118–119, 120–121 und 122–123. Die restlichen Züge waren dann nur noch auf der letzten verbliebenen Zweirichtungslinie 5 in die Ronaț im Einsatz, bevor sie schließlich 1985 auch dort weitgehend von Pionier-Triebwagen abgelöst wurden. Dadurch schieden Mitte der 1980er Jahre der gemischte Zug 105–106 sowie der, mittlerweile in 153–154 umbenannte, Zug 124–125 aus dem Bestand.
Da für die insgesamt vier Kurse der Linie 5 jedoch nur noch drei Pionier-Züge zur Verfügung standen, blieben einige Wagen auch weiterhin in Betrieb, dies waren die Gespanne 111–112, 114–115, 116–117, 126–127 und 128–129. Mit der Ausmusterung des letzten F-Wagens Nummer 106 waren die FII ferner ab 1985 die letzten planmäßig eingesetzten Holzaufbauwagen der Straßenbahn Timișoara und zugleich die letzten in Rumänien überhaupt.
Erst 1988 konnte endgültig auf die Baureihe FII verzichtet werden, als die Strecke in die Ronaț anlässlich des Umbaus auf Einrichtungsbetrieb vorübergehend eingestellt wurde.

### Museumszug

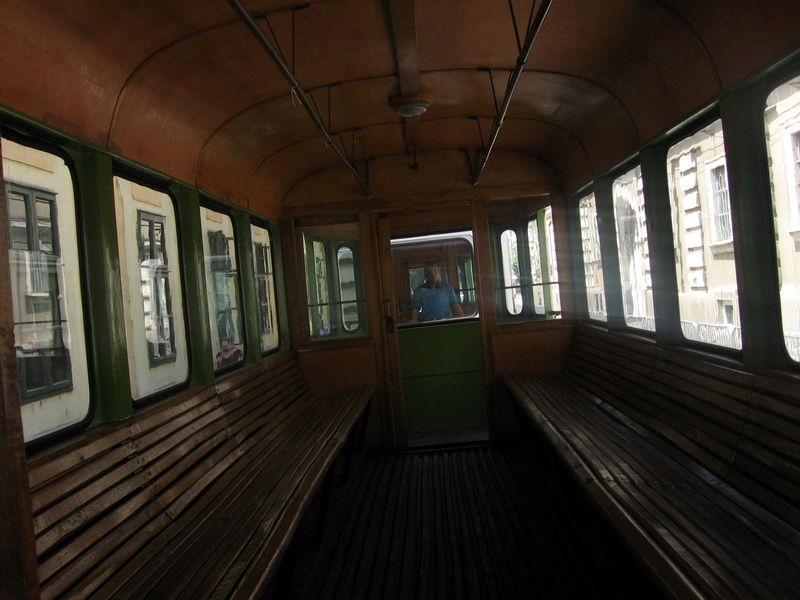
Innenansicht des Museumszugs

Letztlich blieb nur der älteste Zug 128–129 – ehemals 107–108 – erhalten, der im Depot Nummer 1 am Bulevardul Take Ionescu als Rangiertriebwagen benötigt wurde. In dieser Funktion war er unter dem Kürzel „VSP“ – beziehungsweise später ganz ohne Bezeichnung – noch bis in die erste Hälfte der 1990er Jahre im Einsatz.
Zum 125-jährigen Jubiläum der Straßenbahn Timișoara im Jahr 1994 wurde der letzte FII-Zug erstmals äußerlich aufgearbeitet und neu lackiert. Im Hinblick auf das 130-jährige Jubiläum im Jahr 1999 wurde er schließlich aufwändig restauriert und teilweise in den Ursprungszustand versetzt. Dabei wurden im Innenraum wieder Längssitzbänke eingebaut, die nachträglich montierten Schürzen und Türen entfernt, die untere Zierleiste wieder angebracht und die ursprüngliche rot-weiße Lackierung aufgetragen. Im Sommer 2001 führte die Regia Autonomă de Transport Timișoara, so der damalige Name der Straßenbahngesellschaft, mit diesem Museumswagen erstmals auch öffentliche Sonderfahrten zum regulären Beförderungstarif durch.

## Gleichartige Wagen in Arad
1949 erbaute auch die damalige Arader Straßenbahngesellschaft Întreprinderea Comunală Orăşeneşti Arad (I.C.O.A.) in ihren eigenen Werkstätten einen Doppeltriebwagen entsprechend dem Timișoaraer Typ FII. Dieser erhielt im Anschluss an die vorhandenen Zweiachser die Nummern 14–15 und unterschied sich nur in Details von seinen Vorbildern aus Timișoara. So waren beispielsweise sowohl die Liniennummernanzeige als auch der Frontscheinwerfer in den Wagenkasten integriert. Er blieb ein Einzelgänger, denn auch in Arad setzte man schon kurz darauf auf den Bau moderner Vierachser in Form der zwölf ab 1952 entstandenen Pullman-Großraumwagen. Auch gab es in Arad keine weiteren Zwillingszüge anderer Typen, er war damit ferner der einzige rumänische Doppeltriebwagen außerhalb Timișoaras. In der zweiten Hälfte der 1960er Jahre wurde der Zug 14–15 auf Einrichtungsbetrieb umgebaut, womit Wagen 15 zum geführten Triebwagen wurde. Zu diesem Zeitpunkt befanden sich sonst nur noch Einrichtungswagen im Bestand. In dieser Form war das Gespann noch bis 1974 in Betrieb, die beiden Wagen blieben nicht erhalten.